# Slangskinken (Ophiomorus)
Slangskinken (Ophiomorus) zijn een geslacht van hagedissen die behoren tot de familie skinken (Scincidae).

## Naam en indeling
De wetenschappelijke naam van de groep werd voor het eerst voorgesteld door André Marie Constant Duméril en Gabriel Bibron in 1839. Sommige soorten werden eerder beschreven onder andere geslachtsnamen, zoals het niet meer erkende Zygnidopsis.
De hagedissen moeten niet verward worden met de slangskinken uit het geslacht Ophioscincus, die echter in delen van Australië leven.
Het geslacht omvat twaalf soorten, waaronder de pas in 2018 beschreven soort Ophiomorus kardesi. De verschillende soorten lijken wat betreft uiterlijk en levenswijze sterk op de zandskinken uit het geslacht Scincus.

## Uiterlijke kenmerken
De skinken worden middelgroot en bereiken een lichaamslengte van ongeveer acht tot elf centimeter exclusief staart. De staart is korter dan het lichaam. De lichaamskleur is geelbruin met donkere lengtestrepen of vlekkenrijen. Aan de onderzijde van het lichaam vormen de schubben scherpe randen die dienen om meer grip te verkrijgen op de bodem.
De kop is breed aan de achterzijde, de snuitpunt is afgeplat en schoffelachtig.
Binnen het geslacht komt een grote variatie voor als het gaat om de ontwikkeling van de poten. Veel soorten hebben kleine pootjes met drie vingers en vier tenen, een aantal soorten heeft zowel drie vingers als tenen en de Perzische slangskink heeft drie vingers en twee tenen. Drie soorten hebben helemaal geen pootjes meer.

## Verspreiding en habitat
Alle soorten komen voor in delen van zuidelijk Europa, het Midden-Oosten en Azië. De skinken zijn te vinden in de landen Afghanistan, Griekenland, India, Iran, Israël, Jordanië, Libanon, Pakistan, Syrië, Turkmenistan en Turkije.
Door de internationale natuurbeschermingsorganisatie IUCN is aan zeven soorten een beschermingsstatus toegewezen. Zes soorten worden beschouwd als 'veilig' (Least Concern of LC) en een soort wordt gezien als 'onzeker' (Data Deficient of DD).

## Soorten

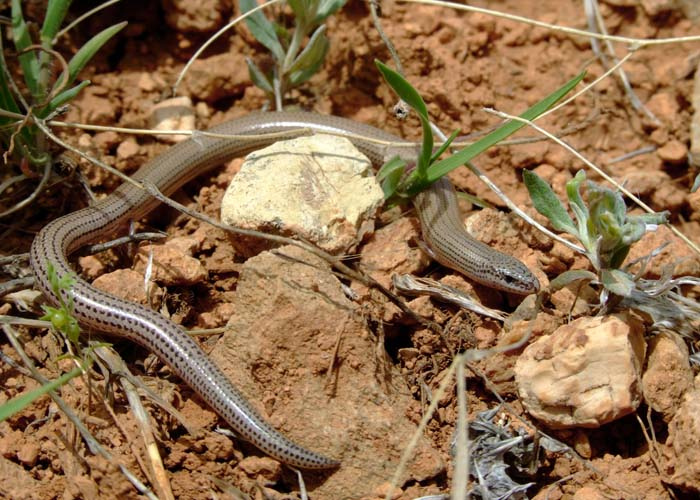
Perzische slangskink (Ophiomorus persicus)

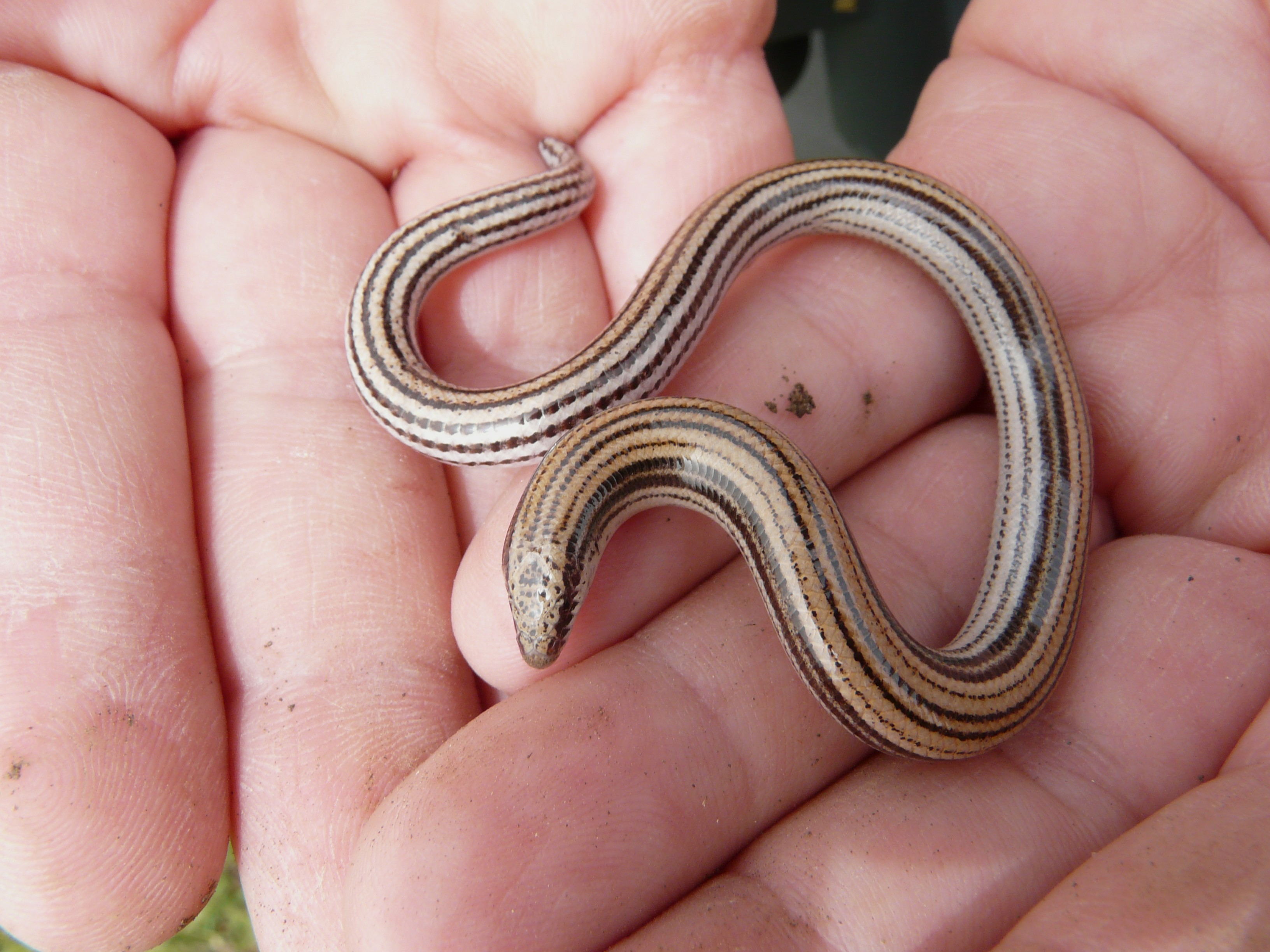
Ophiomorus latastii

Het geslacht omvat de volgende soorten, met de auteur en het verspreidingsgebied.
| Naam                                            | Auteur                                        | Vingers en tenen   | Verspreidingsgebied                |
| ----------------------------------------------- | --------------------------------------------- | ------------------ | ---------------------------------- |
| Bladford's slangskink (Ophiomorus blanfordi)    | Boulenger, 1887                               | 4 vingers, 3 tenen | Iran, Pakistan                     |
| Kortpootslangskink (Ophiomorus brevipes)        | Blanford, 1874                                | 4 vingers, 3 tenen | Afghanistan, Iran, Pakistan        |
| Ophiomorus chernovi                             | Anderson & Leviton, 1966                      | 4 vingers, 3 tenen | Iran, Turkmenistan                 |
| Ophiomorus kardesi                              | Kornilios, Kumlatas, Lymberakis & Ilgaz, 2018 | Geen poten         | Turkije                            |
| Ophiomorus latastii                             | Boulenger, 1887                               | Geen poten         | Israël, Jordanië, Libanon, Syrië   |
| Ophiomorus maranjabensis                        | Kazemi, Farhadi Qomi, Kami & Anderson, 2011   | 3 vingers, 3 tenen | Iran                               |
| Ophiomorus nuchalis                             | Nilson & Andrén, 1978                         | 4 vingers, 3 tenen | Iran                               |
| Perzische slangskink (Ophiomorus persicus)      | Steindachner, 1867                            | 3 vingers, 2 tenen | Iran                               |
| Gevlekte slangskink (Ophiomorus punctatissimus) | Bibron & Bory de Saint-Vincent, 1833          | Geen poten         | Griekenland                        |
| Ophiomorus raithmai                             | Anderson & Leviton, 1966                      | 3 vingers, 3 tenen | India, Pakistan                    |
| Ophiomorus streeti                              | Anderson & Anderson, 1966                     | 3 vingers, 3 tenen | Iran                               |
| Drieteenslangskink (Ophiomorus tridactylus)     | Blyth, 1853                                   | 3 vingers, 3 tenen | Afghanistan, India, Iran, Pakistan |